# Airbus Corporate Jets
Airbus Corporate Jets - ACJ je družina reaktivnih poslovnih (VIP) letal, ki so v bistvu predelana potniška letala evropskega proizvajalca Airbus. Najmanjši član je A318 Elite, največji pa je Airbus A380 Prestige. Airbus je začel s programom ACJ kot odgovor na ameriški Boeing Business Jet. 
V uporabi je okrog 170 letal ACJ.

## Ozkotrupna letala
ACJ družina je zasnovana na podlagi družine letal Airbus A320. Poslovne verzije imajo dodatne gorivne rezervoarje za večji dolet in lahko letijo na večji višini. Na voljo je verzija A320 s 180 minutnim ETOPSom 

### Airbus ACJ318
A318 Elite je zasnovan na podlagi A318. Ima kapaciteto 14-18 potnikov in dolet okrog 4.050 nmi (7.500 km)

### Airbus ACJ319
ACJ319 je zasnovan na podlagi A319. Kapaciteta potnikov je 19-50.  ACJ319 ima dodatne gorivne rezervoarje v tovornem prostoru, ki se jih lahko odstrani. Možna je tudi konverzija v potniško letalo.  Lahko leti na višini do 12000 metrov (41000 ft), dolet je 12000 kilometrov. 

### Airbus ACJ320
ACJ320 Prestige ima večjo kapaciteto potnikov kot ACJ319. Dolet z dvema ostranljivima rezervoarjema je 4.950 nmi (9.170 km)

### Airbus ACJ321
Je največje ozkotrupno AJC letalo, dolet z maks. številom potnikov je okrog 4590 nmi (8500 km).

## Širokotrupna letala
VIP širokotrupna letala so zasnovana na podlagi potniški A330/A340/A350/A380. Nekatera letala imajo dodatne gorivne rezervoarje za večji dolet

### Airbus ACJ330-200
A330-200 Prestige ima kapaciteto 60 potnikov in dolet okrog 8.300 nmi (15.400 km).

### Airbus ACJ340-300
Ima kapaciteto 75 potnikov in dolet okrog 7.700 nmi (14.300 km).

### Airbus ACJ340-500
Ima kapaciteto 75 potnikov in 10.000 nmi (18.500 km) dolet, ki mu omogoča let do skoraj vsake točke na zemeljski obli.

### Airbus ACJ340-600
Ima večjo kapaciteto kot ACJ340-500, dolet je okrog 8.500 nmi (15.700 km).

### Airbus ACJ350 -800 -900 -1000
Je zasnovan na podlagi A350. Airbus namerava certicifrati letalo za 350 minutni ETOPS. 

## Naročila in dobave
Stanje do 30. aprila 2014
| Model                   | A318 | A319 | A320 | A321 | A300 | A310 | A330-200 | A330-300 | A340-200/300 | A340-500/600 | A350-800 | A350-900 | A350-1000 | A380 | Skupno |
| ----------------------- | ---- | ---- | ---- | ---- | ---- | ---- | -------- | -------- | ------------ | ------------ | -------- | -------- | --------- | ---- | ------ |
| Naročila                | 19   | 78   | 17   | 1    | 3    | 3    | 41       |          | 7            | 7            |          | 1        |           | 1    | 178    |
| Dobave                  | 19   | 76   | 14   | 1    | 3    | 3    | 32       |          | 7            | 7            |          |          |           |      | 162    |
| Število letal v uporabi | 18   | 67   | 17   |      | 1    | 22   | 32       |          | 13           | 7            |          |          |           |      | 177    |